# Toraigh
Toraigh (irisch auch Oileán Thoraí, englisch Tory Island) ist eine 10,5 km vor der Küste Donegals im Nordwesten Irlands gelegene Insel mit 144 Einwohnern (Stand 2011). Sie ist durch Fährverbindungen von Magheraroarty und Bunbeg mit der irischen Hauptinsel verbunden. Bis zu seinem Tod 2018 war Patsy Dan Rodgers König von Toraigh.

## Name
Über die Bedeutung des Namens gibt es geteilte Ansichten. Einerseits liegt es nahe, von Toraigh auf das irische Wort túr zu schließen, das Turm bedeutet. Deidre und Laurence Flanagan, die Autoren eines Standardwerks über die Bedeutung irischer Ortsnamen, übersetzen den Namen mit „Insel der Türme“. Die Türme könnten sich dabei auf die turmartigen Klippen im Nordosten der Insel beziehen. Cóilin MacLochlainn stellt in seinem Werk über Toraigh die These auf, dass sich der Name entweder von túr rí („Turm des König“) oder tor rí („Felsen des Königs“) ableitet, wobei diese Bezeichnungen Bezug nehmen könnten auf Könige aus der keltischen Mythologie wie etwa Conan oder Balor.

## Geographie
Die Insel liegt 10,5 km entfernt von der Halbinsel Dooey der irischen Hauptinsel und ist von ihr durch den Tory Sound getrennt. Die nächstgelegene Insel ist die dazwischen liegende, nur 5,8 km entfernte kleine Insel Inishbeg. Weitere küstennähere Inseln zwischen Toraigh und der irischen Hauptinsel sind Inishdooey und Inishbofin. Toraigh ist etwa vier Kilometer lang in Ost-West-Richtung und rund einen Kilometer breit. Im Nordosten ist die Insel sehr stark zerklüftet mit vielen tiefen Buchten rund um die höchste Erhebung der Insel, den Dún Bhaloir mit 83 Metern Höhe. Entsprechend der Verteilung der nutzbaren Agrarflächen gibt es zwei Ansiedlungen auf der Insel: Baile Thiar (englisch: West Town) liegt an der südlichen Hafenbucht, etwa in der Mitte der Insel. Am Ostende der Insel liegt Baile Thoir (East Town). An der Westspitze der Insel ist ein Leuchtturm. Es gibt einige kleinere Süßwasserseen auf der Insel. Zwei der Seen, Loch Ó Thuaidh, der nahe beim Leuchtturm liegt, und Loch Ó Thoir, der südlich von Baile Thoir liegt, dienen als Trinkwasserspeicher. Im Süden des Westteils der Insel liegt die Lagune Loch Ó Dheas, die auch bei Hochwasser keine Verbindung zum Meer hat.
Traditionell bildet die Insel eines von 88 Townlands der Civil Parish Tullaghobegly (Tulacha Beigile) der Baronie Kilmacrenan (Cill Mhic Réanáin).

## Geschichte
Es bleibt unbekannt, wann genau Toraigh zum ersten Mal besiedelt worden ist. Aufgrund einer Megalithanlage etwas östlich von Baile Thiar ist davon auszugehen, dass die Insel seit 5500 Jahren besiedelt ist, wobei sich längere Unterbrechungen nicht ausschließen lassen. Leider ist das Grab nicht mehr erhalten, da es Ende des 19. Jahrhunderts abgebrochen und die Steine für den Bau des Leuchtturms verwandt wurden. Erhalten blieb nur eine Beschreibung von Edmund Getty (1799–1857), einem Antiquar aus Belfast, der Toraigh in den 1840er Jahren besuchte.
In der Eisenzeit, insbesondere im dritten und zweiten Jahrhundert v. Chr., entstanden in Irland viele Befestigungen auf Landvorsprüngen, die nur über eine schmale Landzunge oder steile Klippen zu erreichen waren. Auf Toraigh bot sich hierfür Dún Bhaloir an, das auf drei Seiten von gut 80 Meter hohen Klippen umgeben ist. Dies wird in der Tradition mit dem sagenumwobenen König Balor in Verbindung gebracht, der der Legende nach von Toraigh aus die Küste Irlands überfiel, bis er den Túatha Dé Danann unterlag.
Nach der Überlieferung aus der Handschrift Leabhar Breac bereiste Columban von Iona ausgehend von Assaroe (irisch: Ess Rúaid) den Donegal und gründete dabei zahlreiche Kirchen. Gegen Ende seiner Reise kam Columban nach Toraigh, um dort ein Kloster zu gründen, das er unter die Aufsicht von Ernaine stellte, einem seiner älteren Schüler. Das genaue Gründungsjahr ist nicht bekannt, aber die Angaben aus Leabhar Breac legen nahe, dass die Gründung noch vor Columbans Überfahrt nach Iona 562 erfolgte.
615 wurde das Kloster von einer Wikingerflotte überfallen, bei der viele Menschen umkamen und die Klosteranlage zerstört wurde; sie war sechs Jahre später wieder aufgebaut. Eine weitere Entweihung der Kirche hatte die Gemeinschaft 734 zu ertragen, als Dungal, der König von Dalriada, Toraigh überfiel.
Wie viele andere frühchristliche Klöster Irlands diente Toraigh auch als Schule. So verzeichnen die Annalen der vier Meister den Tod Soerghus' als Lehrer und Verwalter von Toraigh im Jahr 1041. Ein weiterer überlieferter Verwalter ist Maelcolum O'Bronan, der 1202 verstarb.

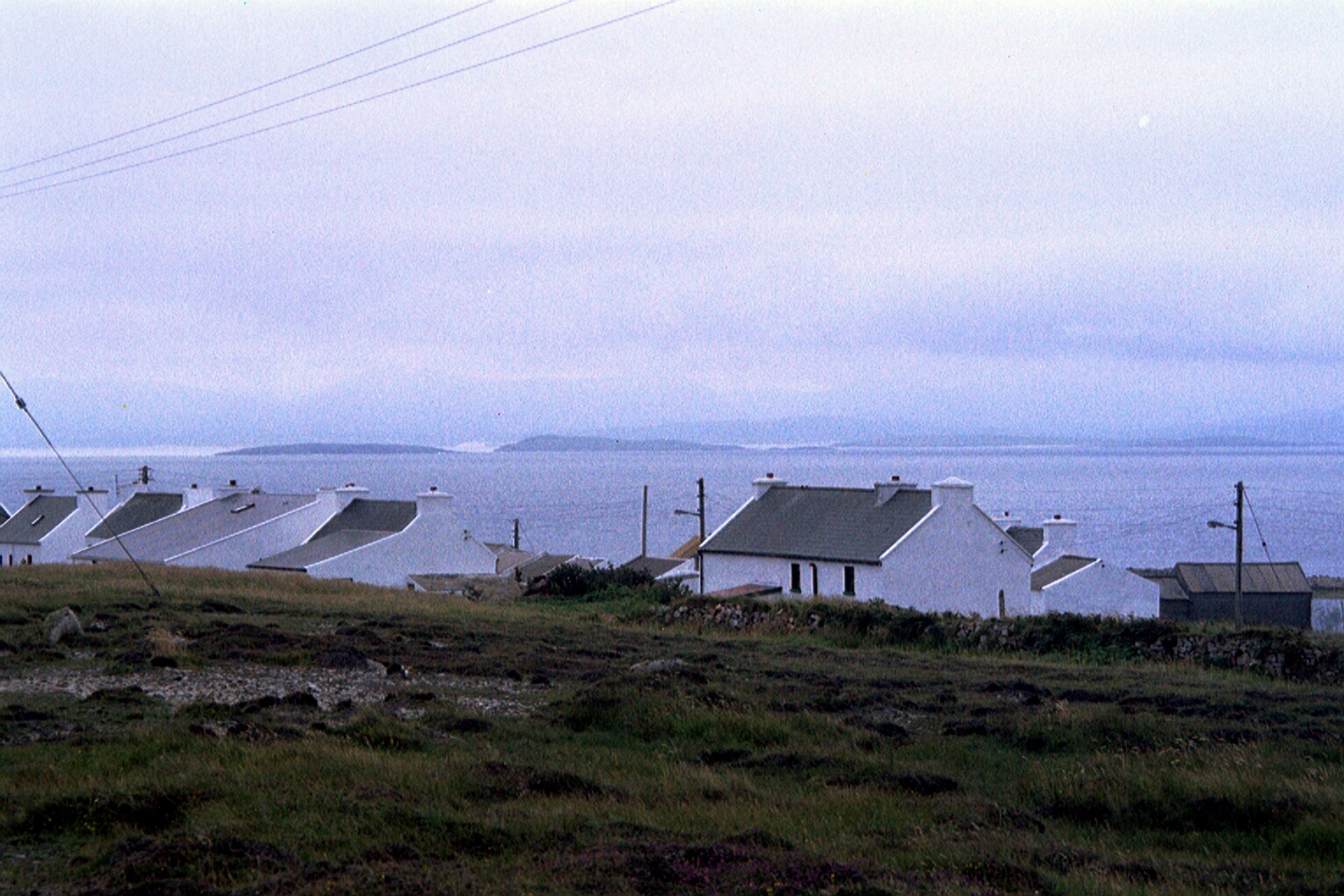
Häuser in Baile Thoir mit Blick auf die Inseln Inishbeg, Inishdooey, Inishbofin und die Nordküste von Donegal

Nach der Reformation und der blutigen Durchsetzung englischen Rechts in Irland wurde das abgelegene Toraigh zu einer wichtigen Zufluchtstätte. So nahmen die Inselbewohner einige Überlebende der spanischen Armada auf und gewährten Flüchtlingen aus dem blutigen Krieg im County Tyrone 1593–1603 Asyl. Das war wahrscheinlich der Anlass für George Oge Bingham, Sohn des Gouverneurs von Connacht in Sligo, Toraigh im Jahre 1595 zu überfallen, auszuplündern und zu verwüsten. Dessen ungeachtet wurden die im Widerstand gegen die Plantation unterlegenen Überlebenden aus der Schlacht von Kilmacrennan als Flüchtlinge aufgenommen. Die Zuflucht wurde jedoch verraten und 1608 kam es auf dem halben Wege zwischen Baile Thoir und Baile Thiar zu einem Massaker an den 60 Überlebenden auf Toraigh durch englische Truppen unter der Leitung von Sir Henry Foillot, Sir Ralph Bingley und Captain Gore.
In der Folge wurde die Insel 1609 vom englischen König annektiert. 1653 wurde im Auftrag Oliver Cromwells eine Garnison auf Toraigh errichtet und einer der Offiziere, Captain John Stafford, erhielt die Insel als Besitz. Obwohl die Überlieferung ihm die endgültige Zerstörung des Klosters nachsagt, ist davon auszugehen, dass nach den vorherigen Überfällen nicht mehr viel erhalten geblieben war. Eine Inspektion in den Jahren 1654–56 berichtet von fünf Kirchen, die weitgehend zu Ruinen geworden seien, nur eine sei noch benutzbar.
Toraigh wurde zu einer landwirtschaftlich geprägten Ansiedlung, die insbesondere durch den Anbau von Kartoffeln beginnend mit dem Anfang des 18. Jahrhunderts eine sehr viel größere Population ernähren konnte. Entsprechend einer Volkszählung aus dem Jahre 1841 lebten zum damaligen Zeitpunkt 399 Bewohner auf Toraigh.
Die nachhaltige Versorgung vieler Menschen auf engem Raum mit begrenzten Ressourcen war nur möglich mit einem ausgefeilten, aus Schottland stammenden System (rundale and clachan) zur gemeinschaftlichen Nutzung. Bei diesem System entstanden kleine Häuseransammlungen (clachan) mit intensiv bewirtschafteten kleinen, von Mauern umgrenzten Gärten, die von langen schmalen freien Feldern umgeben waren, die sich vom Zentrum an den Rand des Areals erstreckten. Während jede Familie ihren eigenen, durch eine Mauer geschützten Garten hatte, wurden die streifenförmigen Felder regelmäßig neu an die Familien vergeben, so dass eine faire Aufteilung dieser Ressourcen möglich war. Für die Düngung der Gärten wurde Dung und am Strand gewonnener Seetang verwendet. Diese im 19. Jahrhundert entstandene Siedlungs- und Felderstruktur ist bis heute auf Toraigh erhalten. Baile Thiar und Baile Thoir sind Beispiele von Häuseransammlungen, die mit einer Schule und einer Kirche ein gemeinsames Dorf bilden.
Toraigh war nicht direkt von der großen Hungersnot in Irland betroffen, da die Sporen des Phytophthora infestans nicht bis zur Insel vordrangen. Dennoch gelangte das Rundale-System an seine Grenzen, da bei der sich vermehrenden Bevölkerung die einzelnen Anteile kleiner wurden. Etwas Abhilfe brachte die Anpassung des Erbrechts, die den Verlust des Erbes bei Auswanderungen oder Reduzierung des Erbanteils bei Heiraten vorsah. Entsprechend der damaligen Politik, die alten gemeinwirtschaftliche Systeme durch Landaufteilung zu ersetzen, versuchte in den 1840er Jahren der Landeigentümer John Oban Woodhouse, das Land in 34 Anteile aufzuteilen, und erzwang den Umzug von über 100 Bewohnern auf die irische Hauptinsel. Die neue Aufteilung wurde von den Bewohnern ignoriert und das bewährte Rundale-System fortgeführt.
Im Jahre 1861 kaufte Benjamin Joule, ein Geschäftsmann aus Manchester, die Insel. Allerdings blieben die Einnahmen weit unter seinen Erwartungen und ab 1872 blieben alle Zahlungen aus. Um die Zahlungen einzutreiben bzw. die Zahlungsunwilligen von der Insel zu vertreiben, wurde 1884 das britische Kanonenboot HMS Wasp von Westport nach Toraigh geschickt, das jedoch an den Klippen der Westspitze der Insel strandete, so dass 52 Seeleute ihr Leben ließen und nur sechs überlebten. Danach gab es keine weiteren Versuche, Abgaben von den Inselbewohnern einzutreiben.
Im Laufe des 20. Jahrhunderts ging die Bevölkerung durch Auswanderung kontinuierlich zurück und wurde mehr und mehr abhängig von der Hauptinsel. Dies bewog in den 1970er Jahren die Grafschaft Donegal, eine Umsiedlung aller Bewohner von Toraigh anzustreben. Dies geschah durch das Angebot von Häusern auf der Hauptinsel für Umzugswillige und das Zurückfahren öffentlicher Mittel für die Insel. Die Bewohner organisierten sich jedoch in einer Genossenschaft, der Comharchumann Thoraí, und kümmerten sich selbst um den Straßenbau, die Wasser- und Stromversorgung und widerstanden dem Druck. Hinzu kam eine Förderung der eigenen Identität durch die Einrichtung einer Schule für lokale Künstler von Patsaí Dan Mac Ruaidhrí (Patsy Dan Rodgers), der in Anlehnung alter Traditionen auf der Insel zum König gewählt wurde. Zum wirtschaftlichen Schwerpunkt wurde der Tourismus, der durch ein 1994 eröffnetes Hotel, eine Reihe von Fremdenzimmern und eine seit 1995 regelmäßig verkehrende Fährlinie möglich wurde.

## König von Toraigh
Seit dem Tod des letzten Königs von Toraigh, Patsy Dan Rodgers, im Jahr 2018 ist die Position vakant. Radgers hatte als König eine repräsentative Funktion und hat regelmäßig ankommende Touristen begrüßt.

## Sehenswürdigkeiten

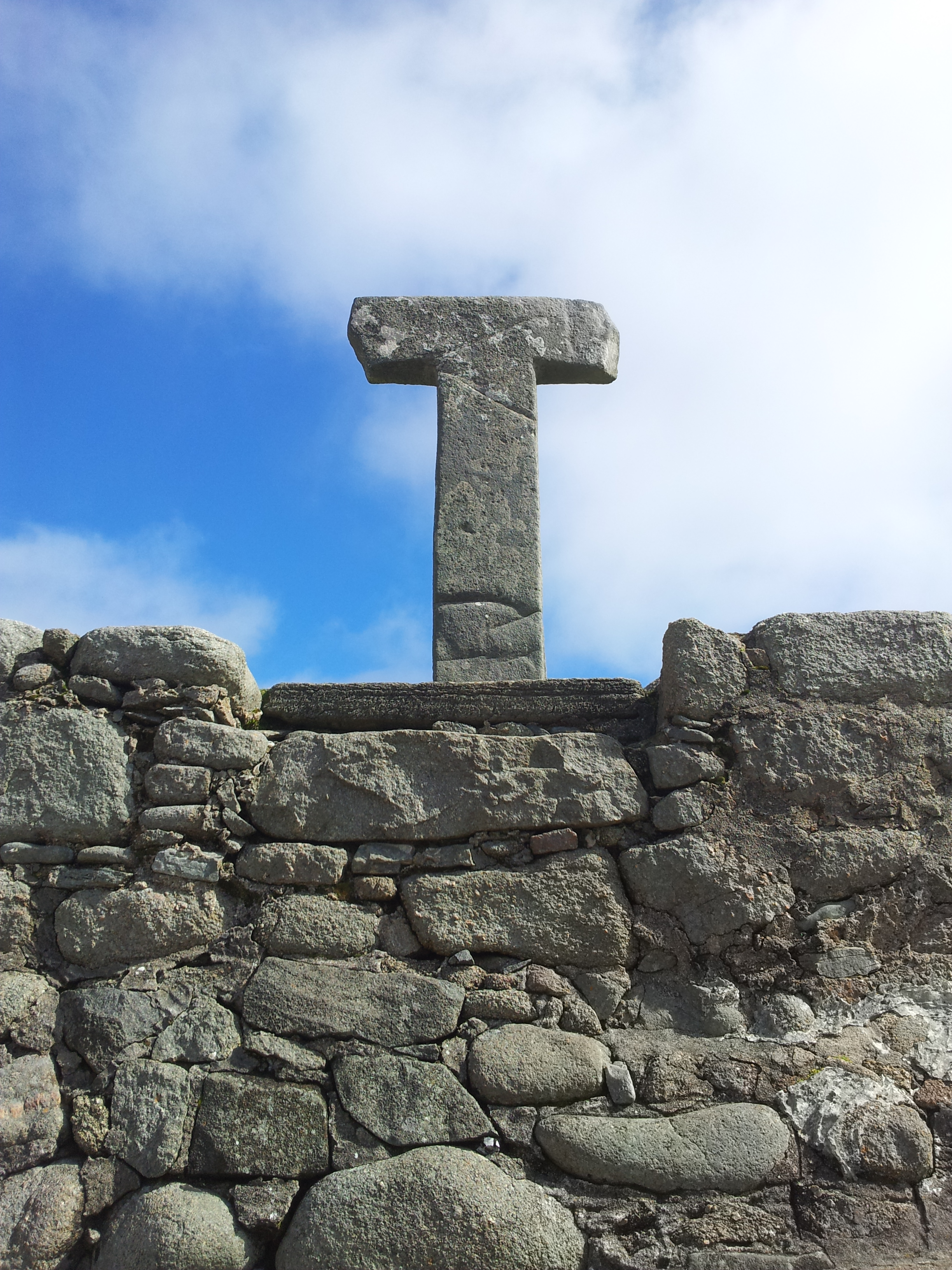
Tau-Kreuz

Den vom Meer kommenden Besucher erwartet im Hafen ein Hochkreuz in T-Form (sogenanntes Tau-Kreuz), das etwa 1,9 m hoch, 0,4 m breit und etwa 15 cm dick ist. Südwestlich vom Tau-Kreuz (An Chros Tau), in einem ummauerten Friedhof, befindet sich ein St. Johannes gewidmeter Altar, der unter anderem zwei Bruchstücke einer Kreuzstele aus dem 12. Jahrhundert birgt. Weiter in südwestlicher Richtung ist der 12,8 m hohe, früher als Glockenturm genutzte Rundturm mit einem Umfang von 15,7 m. Am Westende von Baile Thoir befinden sich direkt am Wege die Reste einer der mittelalterlichen Kirchen von Toraigh.